# François Anthoine
François Paul Anthoine (28. února 1860 Le Mans – 25. prosince 1944 Paříž) byl generál francouzské armády během první světové války.

## Životopis
Sloužil jako dělostřelecký důstojník v Tonkinu ve Vietnamu a roku 1889 byl povýšen na kapitána. Poté byl povýšen na plukovníka a v roce 1910 velel 48. dělostřeleckému pluku. V roce 1911 byl jmenován do technického výboru generálního štábu a v prosinci 1913 byl povýšen na brigádního generála.
V říjnu 1914 převzal velení nad 20. pěší divizí, jež byla rozmístěna kolem města Arras. V té době byl dočasně povýšen na divizního generála. Divizi vedl až do září 1915, kdy mu bylo svěřeno velení 10. armádního sboru. S ním byl nasazen v oblasti Argonne, a to až do poloviny roku 1916. Poté se s ním zúčastnil bitvy na Sommě. V březnu 1917 byl pověřen velením čtvrté armády, se kterou se účastnil Nivellovy ofenzívy. V červnu se stal velitelem první armády. Na podzim roku 1917 se s první armádou podílel na ofenzívě v třetí bitvě u Yper, ve které pomáhal britskému expedičnímu sboru a chránil severní bok Yperského oblouku. Anthoine nakonec sloužil jako náčelník štábu, post však musel v květnu 1918 po neúspěšné třetí bitvě na Aisně opustit.
Po válce, od března 1919 do dubna 1920, dohlížel na zajatce v obsazených oblastech a před odchodem z armády roku 1921 vedl studijní komisi. Zemřel v roce 1944 v 88 letech.

## Hodnosti
- kapitán (1889)
- plukovník (1908)
- brigádní generál (1913)
- divizní generál (říjen 1914 dočasně; listopad 1915 definitivně)